# Лучек
Лучек (рут. Лычек) — село в Рутульском районе Дагестана, одно из древнейших сел Южного Дагестана. Лучек (как и Рутул) — исторический и политический центр рутульских государственных образований. В 1895 с. Лучек — центр Лучекского наибства Самурского округа. В 1926 — центр Лучекского участка Самурского округа.

## География
Расположено в долине реки Самур в месте впадения в неё реки Кара-Самур, на высоте 1679 м, в 13 км к северо-западу от районного центра села Рутул.
Лучек находится в разливе двух рек Самур и Кара-Самур, раньше называемый как Ухтухчай. Река Самур проходит весь Рутульский район и туда впадают несколько ручейков, из Лучека впадает Майик-Мыри, а по Рутульскому району впадают такие притоки как Дюльтычай, Кара-Самур, Шиназчай, Ахтычай, Усухчай, Тагирджал, Генерчай.
В центре села находится Гима (от рут. Gima — «годекан»). 
Ближайшее село — Амсар. Дорога к нему проходит параллельно с Самуром и горами. В разливе Майик-Мыри находится малая ГЭС.

## Климат
| Показатель                    | Янв. | Фев. | Март | Апр. | Май  | Июнь | Июль | Авг. | Сен. | Окт. | Нояб. | Дек. | Год  |
| ----------------------------- | ---- | ---- | ---- | ---- | ---- | ---- | ---- | ---- | ---- | ---- | ----- | ---- | ---- |
| Средний суточный максимум, °C | 3,6  | 7,0  | 3,5  | 15,4 | 19,0 | 25,2 | 26,4 | 26,8 | 20,9 | 14,1 | 12,8  | 5,7  | 15,0 |
| Средняя температура, °C       | 2,8  | 6,5  | 2,7  | 14,7 | 18,5 | 24,4 | 26,1 | 24,1 | 19,7 | 13,5 | 12,4  | 5,4  | 14,2 |
| Средний суточный минимум, °C  | −4,9 | −2,1 | −5,5 | 6,8  | 11,2 | 16,6 | 15,6 | 17,7 | 12,9 | 6,4  | 4,5   | −1,2 | 6,5  |
| Источник: Климат с.Лучек      |      |      |      |      |      |      |      |      |      |      |       |      |      |

| Относительная влажность воздуха и количество солнечных дней | Относительная влажность воздуха и количество солнечных дней | Относительная влажность воздуха и количество солнечных дней | Относительная влажность воздуха и количество солнечных дней | Относительная влажность воздуха и количество солнечных дней | Относительная влажность воздуха и количество солнечных дней | Относительная влажность воздуха и количество солнечных дней | Относительная влажность воздуха и количество солнечных дней | Относительная влажность воздуха и количество солнечных дней | Относительная влажность воздуха и количество солнечных дней | Относительная влажность воздуха и количество солнечных дней | Относительная влажность воздуха и количество солнечных дней | Относительная влажность воздуха и количество солнечных дней | Относительная влажность воздуха и количество солнечных дней |
| Месяц                                                       | Янв                                                         | Фев                                                         | Мар                                                         | Апр                                                         | Май                                                         | Июн                                                         | Июл                                                         | Авг                                                         | Сен                                                         | Окт                                                         | Ноя                                                         | Дек                                                         | Год                                                         |
| Отн. вл. воздуха, %                                         | 61                                                          | 41                                                          | 74                                                          | 60                                                          | 61                                                          | 59                                                          | 40                                                          | 42                                                          | 55                                                          | 61                                                          | 52                                                          | 60                                                          | 55.5                                                        |
| Солнечное сияние, дн                                        | 11                                                          | 16                                                          | 9                                                           | 9                                                           | 3                                                           | 2                                                           | 12                                                          | 10                                                          | 11                                                          | 16                                                          | 11                                                          | 19                                                          | 129                                                         |
| ----------------------------------------------------------- | ----------------------------------------------------------- | ----------------------------------------------------------- | ----------------------------------------------------------- | ----------------------------------------------------------- | ----------------------------------------------------------- | ----------------------------------------------------------- | ----------------------------------------------------------- | ----------------------------------------------------------- | ----------------------------------------------------------- | ----------------------------------------------------------- | ----------------------------------------------------------- | ----------------------------------------------------------- | ----------------------------------------------------------- |

## Население
| 1895 | 1926 | 1939 | 1970 | 1989 | 2002 | 2010 |
| ---- | ---- | ---- | ---- | ---- | ---- | ---- |
| 983  | ↘520 | ↗528 | ↗662 | ↘455 | ↗756 | ↘477 |
| 2021 |      |      |      |      |      |      |
| ↘451 |      |      |      |      |      |      |

Моноэтническое рутульское село. По вероисповеданию мусульмане-сунниты. В настоящее время в Лучеке насчитываются представители 6 тухумов:
Балилейар, Габашер, Качалар, Маллайер, Чатуйер и Чимукӏар.

## История
Во всех известных средневековых документах о Рутульском магале Лучек упоминается как одно из ключевых населенных пунктов Рутульского вольного общества.
О селе в книге Кузнецова написано: Лучек не похож на горные аулы и с этим нельзя не согласиться — на склоне высоких и крутых гор разделенных реками расположились сотни домов, построенных из камня. Некоторым из домов более 100 лет. В центре села стоит старинная мечеть, на одном из каменных кирпичей мечети надпись на арабском языке.
До советской революции в селе действовало более 10 мечетей. Сегодня после распада СССР все больше лучекцов проявляют интерес к Исламу, молодые жители села стали посещать мечеть, чего не наблюдалось ранее, но есть проблемы с призывом людей к молитве, этим занимается не специально назначенный мулла, а добровольцы. В селе с недавнего времени не продается алкоголь. 

Древний возраст села подтверждается документально. В частности имеются исторические документы, относящиеся к эпохе начала проникновения Ислама в Южный Дагестан. А. Г. Булатова в своем исследовании «Рутульцы в XIX — начале XX вв. историко-этнографическое исследование. — Москва, 2003» пишет ..Столь же древними являются и селения Мюхрек, Лучек. По данным эпиграфики Л. И. Лавров считает, что они (села) уже были в XI век-XIII век вв. По легендам, Мюхрек возник от соединения трех тухумных поселений, а Борч и Лучек — от четырех.
В начале XIX века, во время присоединения Кавказа к Российской империи, село Лучек оказалось в водовороте событий Кавказской войны.Караванные пути, проходящие через Лучек в Горный Магал и далее в Закаталы и Джаро — Белоканскую область, в Рутул, в Казикумух и далее в аварские села, а также в Ахты и Дербент, подчеркивали стратегическую важность села. Не случайно в 1850 году наместник на Кавказе граф Воронцов, лично исследовав село приказал построить в Лучеке крепость, тем самым позволив русским войскам перекрыть пути сообщения имама с Южным Дагестаном.

С 1860 по 1899 годы село было центром Лучекского наибства, с 1899 по 1926 годы — центр Лучекского участка Самурского округа.
В советский период в селе действовали более 48 колхозных ферм.